# رامز زروقی
رامز زروقی (زادهٔ ۲۶ مهٔ ۱۹۹۸) بازیکن فوتبال اهل الجزایر است.
وی همچنین در تیم ملی فوتبال الجزایر بازی کرده‌است.